# The Royal Winnipeg Rifles
The Royal Winnipeg Rifles (R Wpg Rif) sont un régiment d'infanterie composé d'un seul bataillon de la Première réserve de l'Armée canadienne des Forces armées canadiennes. Surnommé les « Little Black Devils », il est basé dans les casernes Minto à Winnipeg au Manitoba. The Royal Winnipeg Rifles fait partie du 38e Groupe-brigade du Canada au sein de la 3e Division du Canada.

## Histoire

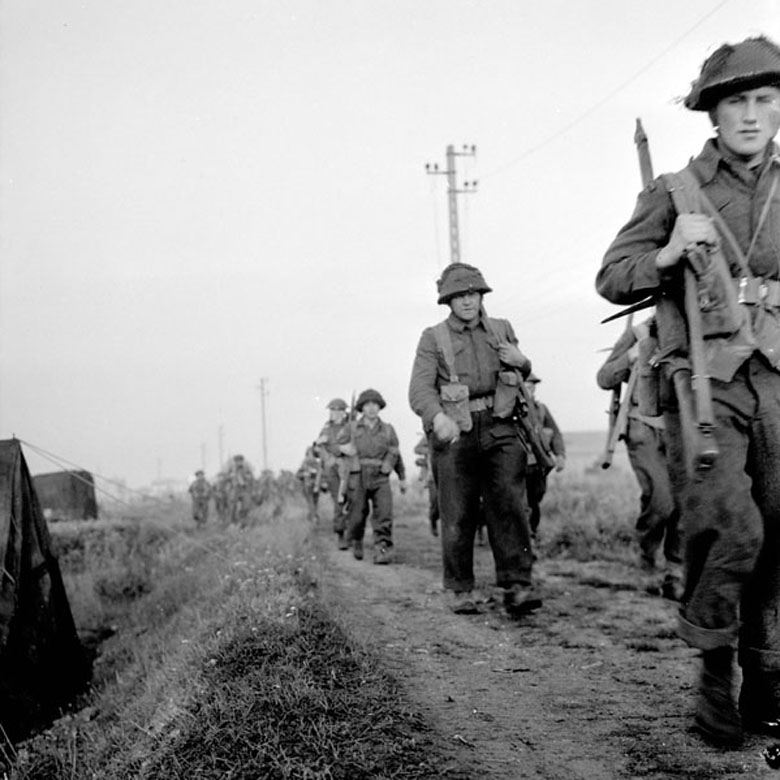
Royal Winnipeg Rifles, en été, juillet 1944.

The Royal Winnipeg Rifles a été formé en 1883 sous le commandement du Lieutenant Colonel William Nassau Kennedy. La devise régimentaire en latin est Hosti Acie Nominati, qui veut dire « Nommé par l'ennemi dans la bataille ». Après la bataille de Fish Creek durant la rébellion du Nord-Ouest de 1885, un prisonnier Métis (Canada) demande « Les manteaux rouges nous connaissons, mais qui sont ces petits diables noirs ? », une référence au fait que tandis que l'infanterie de la ligne portait les manteaux rouges, les soldats de Winnipeg étaient habillés dans le traditionnel rifle green.
Durant la Première Guerre mondiale, le régiment a levé plusieurs bataillons pour le Corps expéditionnaire canadien.
Durant la réorganisation de 1920 de la Milice canadienne à la suite du rapport du Comité de Otter, l'ancienne désignation du régiment (90th Regiment) est abandonnée et la désignation actuelle du The Royal Winnipeg Rifles a été adoptée.
Trois bataillons du régiment ont servi durant la Seconde Guerre mondiale. Le 1er Bataillon a servi dans la 3rd Canadian Infantry Division, le 2nd Bataillon a été une unité de réserve qui est resté à mi-temps à Winnipeg, et un 3e Bataillon a servi dans la Canadian Army Occupation Force.
Le 1er Bataillon fut parmi les premières troupes alliées à poser pied sur les plages de Normandie le Jour J. Ils ont servi tout au long de la campagne d'Europe de l'Ouest, incluant la bataille de l'Escaut, l'opération Veritable et la bataille finale sur le Rhin, avant le retour au Canada en 1945. Le 3e Bataillon a été levé en 1945 et est resté en Allemagne jusqu'à 1946.
En 1955, le régiment s'est amalgamé avec The Winnipeg Light Infantry sans changement de désignation.

## Traditions

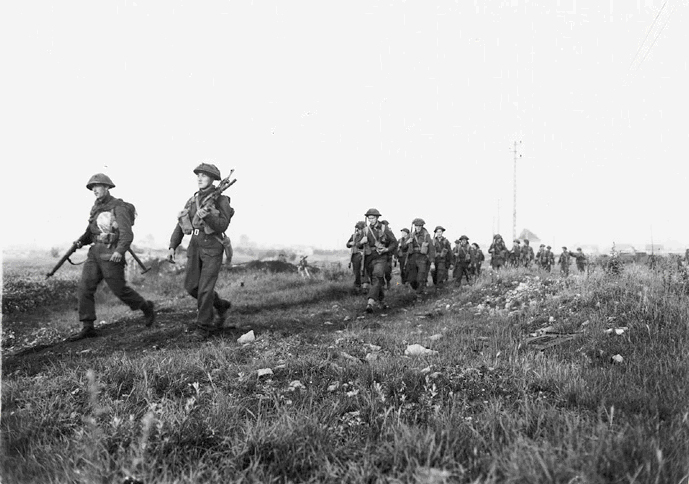
Troupes du Royal Winnipeg Rifles près Ifs, France, 25 juillet 1944.

The Royal Winnipeg Rifles adhère aux traditions classiques des rifles régiments ; en tant que tel ils n'ont pas de drapeau et marchent sur le traditional rifle pace de 140 pas par minute. Les honneurs de bataille sont portés le badge de casquette et les tambours du régiment. The Royal Winnipeg Rifles a aussi adopté comme badge de col, un démon transportant un sceptre, et, dans une imitation du rôle d'un fusilier sur le champ de bataille, est représenté en train de courir.
La désignation de grade correcte d'un soldat entraîné (un chevron) du Royal Winnipeg Rifles est « rifleman » (équivalent de fusilier en français).
Les tambours du groupe régimentaire de musique sont décorés avec les honneurs de bataille de l'unité. Des pionniers sont désignés pour les protéger durant les parades. Les pionniers portent l'armure de cuir et portent des armes spéciales : une hache, une pioche, une hachette et une hallebarde.
La marche régimentaire du Royal Winnipeg Rifles est Pork, Beans and Hard Tack (Old Solomon Levi) et, la double marche rapide est Keel Row.

## Honneurs de bataille
Les honneurs de bataille en MAJUSCULES sont affichés sur le badge de coiffure.

### Avant 1914
- FISH CREEK
- NORTH WEST CANADA 1885
- BATOCHE
- SOUTH AFRICA 1899–1900

### Première Guerre mondiale
- YPRES 1915, 1917
- St. Julien
- MOUNT SORREL (Mont Sorrel, près de Ypres)
- Bataille de Flers-Courcelette
- Bataille de the Ancre Heights
- ARRAS 1917–1918
- Arleux
- PASSCHENDAELE
- Scarpe 1917–1918
- Hindenburg Line
- Cambrai 1918
- FRANCE AND FLANDERS, 1915, 18
- Gravenstafel
- FESTUBERT 1915
- SOMME 1916–1918
- Thiepval
- Ancre 1916
- Vimy 1917
- HILL 70
- AMIENS
- DROCOURT-QUÉANT
- CANAL DU NORD
- VALENCIENNES

### Seconde Guerre mondiale
- Débarquement de Normandie
- Bataille de Caen
- The Orne
- Poche de Falaise
- The Seine
- Bataille de l'Escaut (The Scheldt)
- Poche de Breskens
- Waal Flats
- THE RHINE
- Deventer
- Putot-en-Bessin
- Batailles pour Carpiquet, Opération Windsor
- Bourguebus Ridge
- The Laison
- Siège de Calais (1944).
- Bataille de l'Escaut (canal Léopold)
- The Rhineland
- MOYLAND WOOD
- Emmerich–Hoch Elten
- NORTH WEST EUROPE 1944–1945

## Alliances
- Royaume-Uni: The Rifles

## Récipiendaires de laVictoria Cross
- Récipiendaires du Royal Winnipeg Rifles :
  - Caporal Alexander Picton Brereton, le 9 août 1918, Est d'Amiens
  - Caporal Frederick George Coppins, le 9 août 1918, au bois de Beaufort
  - Company Sergeant-Major Frederick William Hall, le 24 avril 1915, près de Ypres
  - Company Sergeant-Major John Robert Osborn, 1941, Mont Butler, Hong Kong
- Récipiendaires du Winnipeg Light Infantry :
  - Soldat Harry Brown, le 16 août 1917, sur la  Cote 70, près de Lens
  - Sergent Arthur George Knight, le 2 septembre 1918, à Villers-les-Cagnicourt
- Récipiendaires des autres régiments amalgamés au Royal Winnipeg Rifles :
  - Lieutenant Robert Grierson Combe, 27th City of Winnipeg Battalion, le 3 mai 1917, au sud d'Acheville
  - Capitaine Christopher Patrick John O’Kelly, 52nd (New Ontario) Battalion, le 26 octobre 1917, sud-ouest de Passchendaele
  - Soldat James Peter Robertson, 27th City of Winnipeg Battalion, le 17 novembre 1917, à Passchendaele
  - Sergeant Robert Spall, Princess Patricia’s Canadian Light Infantry, le 12 ou 13 août 1918, près de Parvillers